# Georg Sarauw (arkæolog)
 Der er flere personer med dette navn, se Georg Sarauw.
Georg Frederik Ludvig Sarauw (12. november 1862 i Petersværft ved Kalvehave – 17. februar 1928 i Göteborg) var en dansk-svensk arkæolog og museumsmand.
Han var søn af skovrider Conrad Sarauw og var bror til sprogforskeren Christian Sarauw (1865-1925). Sarauw blev student 1881 fra Herlufsholm og gennemførte året efter filosofikum. Efter en studierejse 1883-84 til München, Rostock, Berlin og Paris blev han forstkandidat 1888. Han betrådte dog ikke den praktiske løbebane, men fortsatte sine naturvidenskabelige studier, særlig plantefysiologi, og fik 1892 Videnskabernes Selskabs guldmedalje
for en afhandling om bøgens svamperødder.
Fra 1894 var han tilknyttet den forhistoriske afdeling ved Nationalmuseet i København. Dette skyldtes, at Sarauws komptencer var nyttige, dels ved undersøgelsen af trærester fra oldtiden, dels på grund af de nyligt opdagede korn og kornaftryk i bronzealderens lerkar. Sophus Müller ønskede en botanisk uddannet mand knyttet til museet, og Sarauw blev anbefalet af overførster P.E. Müller.
Han deltog i udgravningen af en boplads fra ældre stenalder i Maglemose (Mullerup Mose) ved Tissø. Denne udgravning har givet kulturen navn: maglemosekulturen. Siden studerede han arkæologi ved Uppsala Universitet og blev i 1912, grundet uoverensstemmelser med Nationalmuseets direktør, Sophus Müller, der ikke kunne tolere at andre end ham selv bedrev forskning, ved hjælp af den svenske rigsantikvar, Oscar Montelius mellemkomst ansat ved den nyoprettede arkæologiske afdeling ved Göteborg Museum, hvor han blev frem til sin død.
Han er begravet i Göteborg. Der findes et posthumt maleri af Arvid Jorn 1932 (Göteborg Museum).